# Хлудов, Герасим Иванович
Гера́сим Ива́нович Хлу́дов (1821—1885) — русский купец и предприниматель из купеческого рода Хлудовых; коллекционер картин. Потомственный почётный гражданин, купец 1-й гильдии, мануфактур-советник.

## Биография
Родился в 1821 году в Москве — один из сыновей московского 3-й гильдии купца (с 1825г-1835г, ЦГА Москвы)  Ивана Ивановича Хлудова (1786—1835). Был отдан учиться в Практическую коммерческую академию, которую вынужден был оставить после смерти отца и старшего брата Тараса в 1837 году, чтобы вместе с братьями Алексеем и Назаром заниматься семейным делом. В 1842 году ими был учреждён торговый дом полного товарищества «А. Н. Г. и Д. Ивана Хлудова сыновья». В 1844 году они получили от Егорьевской городской думы на реке Гуслянке вблизи Егорьевска землю в вечное потомственное пользование для постройки фабрики, которая в 1845 году начала давать продукцию; в 1849 году за изделия фабрики была получена серебряная медаль, а в 1853 — золотая.
В 1857 году совместно с фабрикантами Людвигом Кнопом и Козьмой Солдатёнковым выступил учредителем Товарищества Кренгольмской мануфактуры в Эстляндской губернии.
В 1860 году Герасим Иванович Хлудов был Высочайше награждён званием мануфактур-советника; в 1861 году пожалован орденом Св. Станислава 1-й степени.
В 1884 году Г. И. Хлудов стал единоличным собственником Товарищества Егорьевской мануфактуры после продажи ему своей доли паев племянником, М. А. Хлудовым.
Г. И. Хлудов был гласным Московской городской думы в 1863—1866, выборным московского купеческого сословия в 1863—1866, 1873—1876, выборным Московского биржевого общества в 1870—1873 годах.
Жил с семьёй в усадьбе на Земляном валу, дом 53, которая в советское время получила название Высокие горы. Д. И. Покровский в «Очерках Москвы» («Исторический вестник», 1893) писал о нём: 

Дом свой Герасим Иванович вел на самую утонченную ногу, да и сам смахивал на англичанина. У него не раз пировали министры финансов и иные тузы финансовой администрации. Сад при его доме, сползавший к самой Яузе, был отделан на образцовый английский манер и заключал в себе не только оранжереи, а старопечатных книг — до 624-х
Г. И. Хлудов собрал также значительную коллекцию картин, особенное внимание уделяя жанровым произведениям В. Г. Перова: его собрание и началось с приобретения у Перова картин: «Приезд станового на следствие» — в 1857 году и «Первый чин» — в 1860 году. В течение 1860-х годов к ним присоединилось несколько других картин: «Разборчивая невеста» Федотова, «Вирсавия» Брюллова (эскиз), «Вдовушка» Капкова, пейзажи Айвазовского и Боголюбова, «Таверна» и «Рыночек» Риццони. Коллекция после смерти Г. И. Хлудова была разделена между его наследниками.
На протяжении многих лет вёл дневник, опубликованный в конце XX века.
В Москве на его деньги были благоустроены Крутицкие казармы — возобновлены древние въездные ворота с теремом при казармах, отремонтированы казарменные церкви; при 2-й Городской больнице и арестантском доме была построена церковь. В 1884 году на его средства в Сыромятниках была построена богадельня по проекту архитектора Б. В. Фрейденберга. Кроме этого в завещании он пожертвовал 2 тысячи рублей на строительство психиатрической Алексеевской больницы.
Умер в 1885 году. Похоронен был в Покровском мужском монастыре в родовой усыпальнице, которую после его смерти возвёл архитектор Л. Н. Кекушев

## Семья
Братья:
- Тарас Иванович (1805—1837).
- Савелий Иванович (1807—1855).
- Алексей Иванович (1818—1882) — библиофил и собиратель рукописей.
- Назар Иванович (1819—1858).
- Давид Иванович (1822—1886) — известный благотворитель.

Сестра: Татьяна Ивановна (1811-1880), в замужестве Озерская.
Жена: Пелагея Давыдовна (1826-1887), урожд. Широкова, дочь купца 1-гил. Широкова Давыда Ивановича/Павловский посад
Дети:
- Прасковья Герасимовна (1847-1919), замужем за Константином Константиновичем Прохоровым (1842—1888)
- Клавдия Герасимовна (1852—1899[5]), замужем за Дмитрием Родионовичем Востряковым (1845—1906)
- Александра Герасимовна (1856-1924), замужем за мануфактур-советником Александром Александровичем Найдёновым (1839—1916)
- Любовь Герасимовна (1859—1931), в первом браке — за Николаем Александровичем Лукутиным (1853-1902), во втором — за Николаем Михайловичем Пыльцовым (1876—1936)[6]
- Павел Герасимович (1862—1884)

## Комментарии
1. ↑  Картина «Приезд станового на следствие» отошла дочери Любови Герасимовне Лукутиной (в 1965 году была приобретена ГТГ у О. Ф. Виноградовой); «Первый чин» — другой дочери, Александре Герасимовне Найденовой (в 1918 году при национализации находилась в её доме — Покровский бульвар, д. 3 — ныне д. 7, где расположено Посольство Исламской Республики Иран); «Сцена на могиле» была подарена племяннику (Собко Н. П. Словарь русских художников. — Т. III. — СПб., 1899) и в 1978 году приобретена для ГТГ у Н. Н. Осипова; «Очередная у бассейна» (приобретена в 1962 году художественным музеем БССР у С. И. Хенкина) и «Возвращение жниц с поля в Рязанской губернии» (приобретена ГТГ в 1939 году у Е. В. Гельцер) — Клавдии Герасимовне Востряковой.